# 2020 în științifico-fantastic
- 2019 în științifico-fantastic — 2020 în științifico-fantastic — 2021 în științifico-fantastic

2020 în științifico-fantastic a implicat o serie de evenimente notabile:

## Filme
| Titlu                     | Regizor        | Distribuție                                                                 | Țara                       | Sub-Gen /Note     |
| ------------------------- | -------------- | --------------------------------------------------------------------------- | -------------------------- | ----------------- |
| Omul invizibil            | Leigh Whannell | Elisabeth Moss, Oliver Jackson-Cohen, Storm Reid, Aldis Hodge, Harriet Dyer | Statele Unite ale Americii | 28 februarie 2020 |
| Bill & Ted Face the Music | Dean Parisot   | Keanu Reeves, Alex Winter, William Sadler                                   | Statele Unite ale Americii | 28 august 2020    |
| The New Mutants           | Josh Boone     | Anya Taylor-Joy, Maisie Williams, Charlie Heaton, Henry Zaga, Blu Hunt      | Statele Unite ale Americii | 28 august 2020    |

## Seriale TV
- Star Trek: Picard

## Premii

### Premiul Hugo
Premiile Hugo decernate la Worldcon pentru cele mai bune lucrări apărute în anul precedent:
- Premiul Hugo pentru cel mai bun roman:
- Premiul Hugo pentru cea mai bună povestire:
- Premiul Hugo pentru cea mai bună prezentare dramatică:
- Premiul Hugo pentru cea mai bună revistă profesionistă:
- Premiul Hugo pentru cel mai bun fanzin:

### Premiul Nebula
Premiile Nebula acordate de Science Fiction and Fantasy Writers of America pentru cele mai bune lucrări apărute în anul precedent:
- Premiul Nebula pentru cel mai bun roman:
- Premiul Nebula pentru cea mai bună nuvelă:
- Premiul Nebula pentru cea mai bună povestire:

## Jocuri video
- Shadow Empire